# Marzio Barbagli
Marzio Barbagli ( Montevarchi, 16 de junho de 1938 ) é um sociólogo e italiano acadêmico. Professor emérito de sociologia da Universidade de Bolonha, escreveu vários ensaios durante sua carreira.

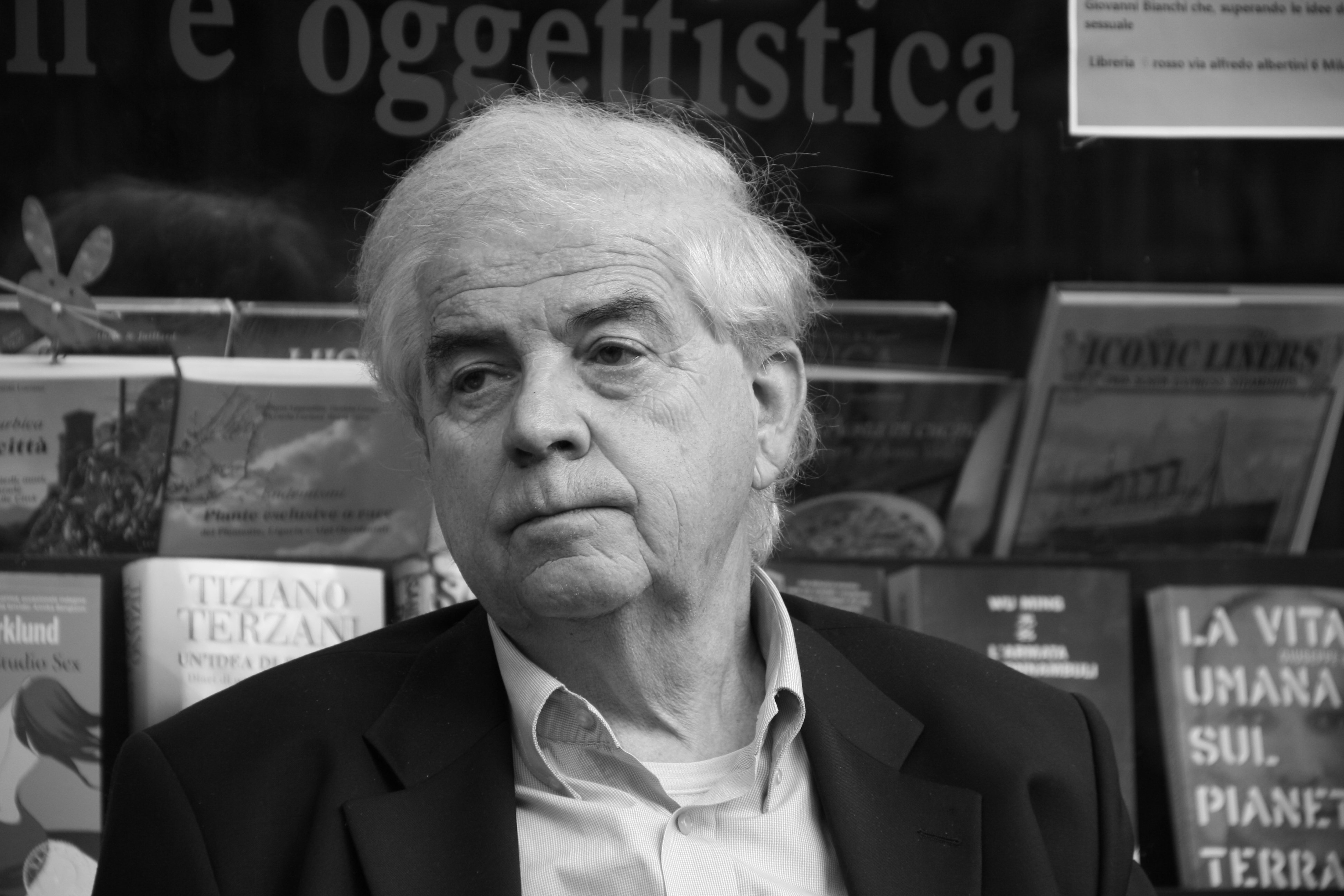
Marzio Barbagli

## Biografia
Ele se formou na Faculdade de Ciências Políticas da Universidade de Florença, onde se formou em 25 de fevereiro de 1965, discutindo uma tese de sociologia. Após a formatura, ele trabalhou para Garzanti como tradutor de obras de língua alemã.
Dirigiu o Instituto de Pesquisa Carlo Cattaneo em Bolonha de 1968 a 1970, com o qual ainda colabora. Nos anos seguintes, de 1969 a 1970, ele foi chamado para ensinar sociologia da indústria na Universidade de Urbino. De 1970 a 1975, lecionou na Universidade de Bolonha. Em 1975, ele se tornou professor titular. Ele então ensinou história do pensamento sociológico na Universidade de Trento até 1979. Ele retornou à Universidade de Bolonha em 1979, tornando-se professor de sociologia na Universidade de Bolonha. No mesmo ano, o editor Zanichelli confiou-lhe a direção da série de sociologia. Ele se tornou professor emérito desde 2012.

## Outros projetos
- Wikimedia Commons contém imagens ou outros arquivos em Marzio Barbagli